# 48 Cassiopeiae
Désignations
48 Cassiopeiae  (en abrégé 48 Cas) est un système d'étoiles triple, de la constellation boréale de Cassiopée. Il est visible à l'œil nu avec une magnitude apparente combinée de 4,54. Le système présente une parallaxe annuelle de 28,36 ± 0,44 mas telle que mesurée par le satellite Hipparcos, ce qui permet d'en déduire qu'il est distant de 115 ± 2 a.l. (∼ 35,3 pc) de la Terre. Il se rapproche du Système solaire à une vitesse radiale héliocentrique de −12,4 km/s.
La composante primaire, désignée 48 Cassiopeiae A, est une étoile blanche de la séquence principale de type spectral A2 V et d'une magnitude apparente de 4,65. Elle possède un compagnon en orbite, 48 Cassiopeiae B, qui est une étoile jaune-blanc de la séquence principale de type spectral F2 V et d'une magnitude de 6,74. Cette paire complète une orbite autour de leur centre de masse commun en 61,1 ans. Elles possèdent un demi-grand axe de 0,614 seconde d'arc et une excentricité de 0,355.
La troisième composante du système, 48 Cassiopeiae C, est une étoile de magnitude 13,20 qui, en date de 2014, était localisée à une distance angulaire de 23,16 secondes d'arc, ce qui correspond à une séparation d'au moins 816,5 ua de 48 Cassiopeiae AB.
48 Cassiopeiae est la désignation de Flamsteed du système. Il possède également la désignation de Bayer de A Cassiopeiae ; c'est la seule étoile avec une désignation à lettre latine de la constellation.